# 済生会奈良病院

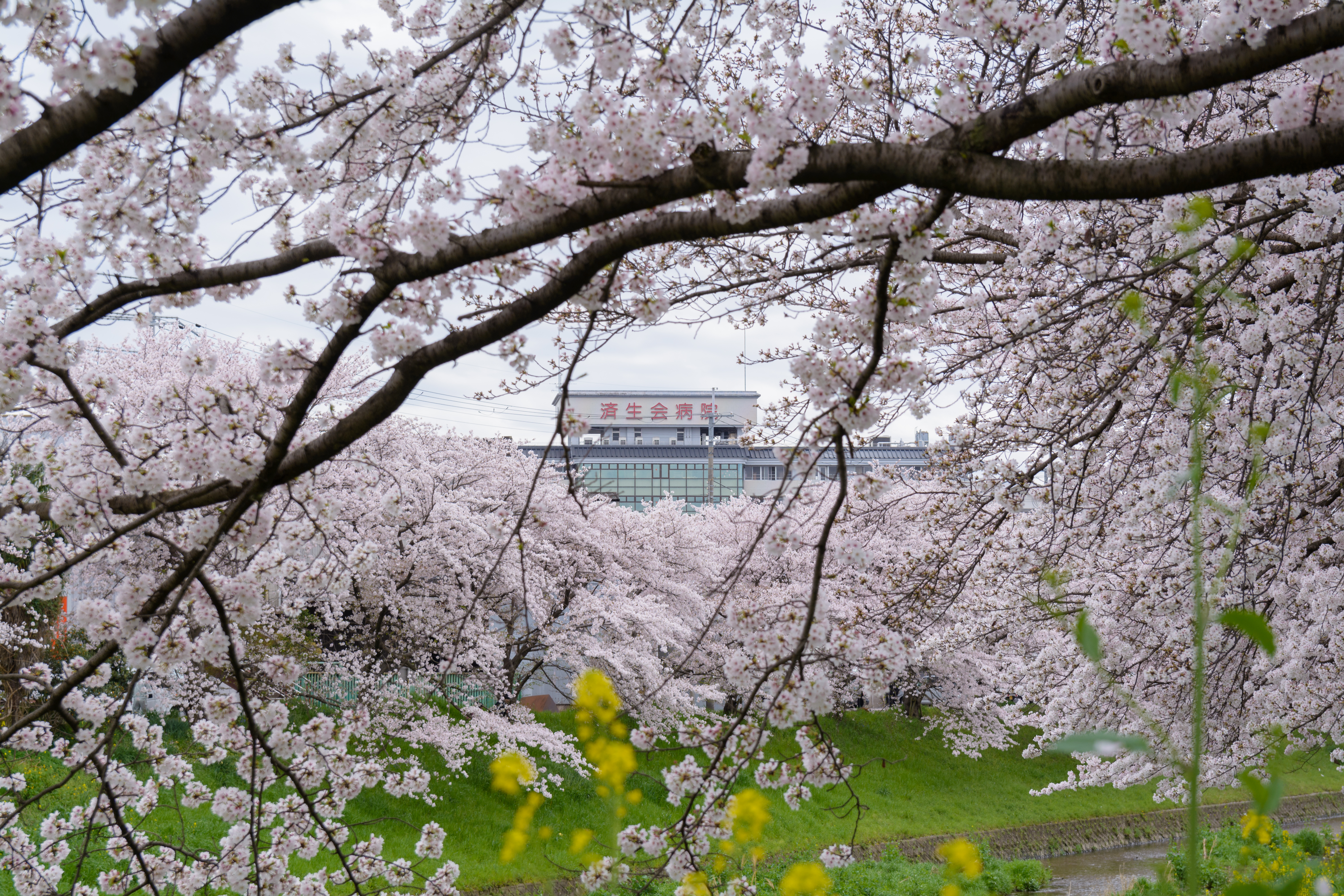
佐保川から眺む済生会奈良病院

済生会奈良病院（さいせいかいならびょういん）は、奈良県奈良市にある公的医療機関。

## 沿革
- 1947年5月10日 - 奈良診療所が開院。
- 1952年3月14日 - 済生会奈良病院と改称。
- 1989年10月2日 - 現在地に新築移転。

## 診療科
- 内科
- 神経内科
- 外科
- 小児科
- 婦人科
- 整形外科
- 泌尿器科
- 眼科
- 耳鼻咽喉科
- 放射線科
- 循環器科
- リハビリテーション科

## 交通アクセス
- JR大和路線奈良駅より奈良交通バスで約15分、済生会奈良病院（県立図書情報館行き）で下車。
- 近鉄奈良駅より奈良交通バスで約15分、済生会奈良病院（県立図書情報館行き）または大安寺西口（恋の窪町行き）で下車。
- 近鉄新大宮駅より奈良交通バスで約10分、大安寺西口（恋の窪町行き）で下車。